# Factor de riesgo

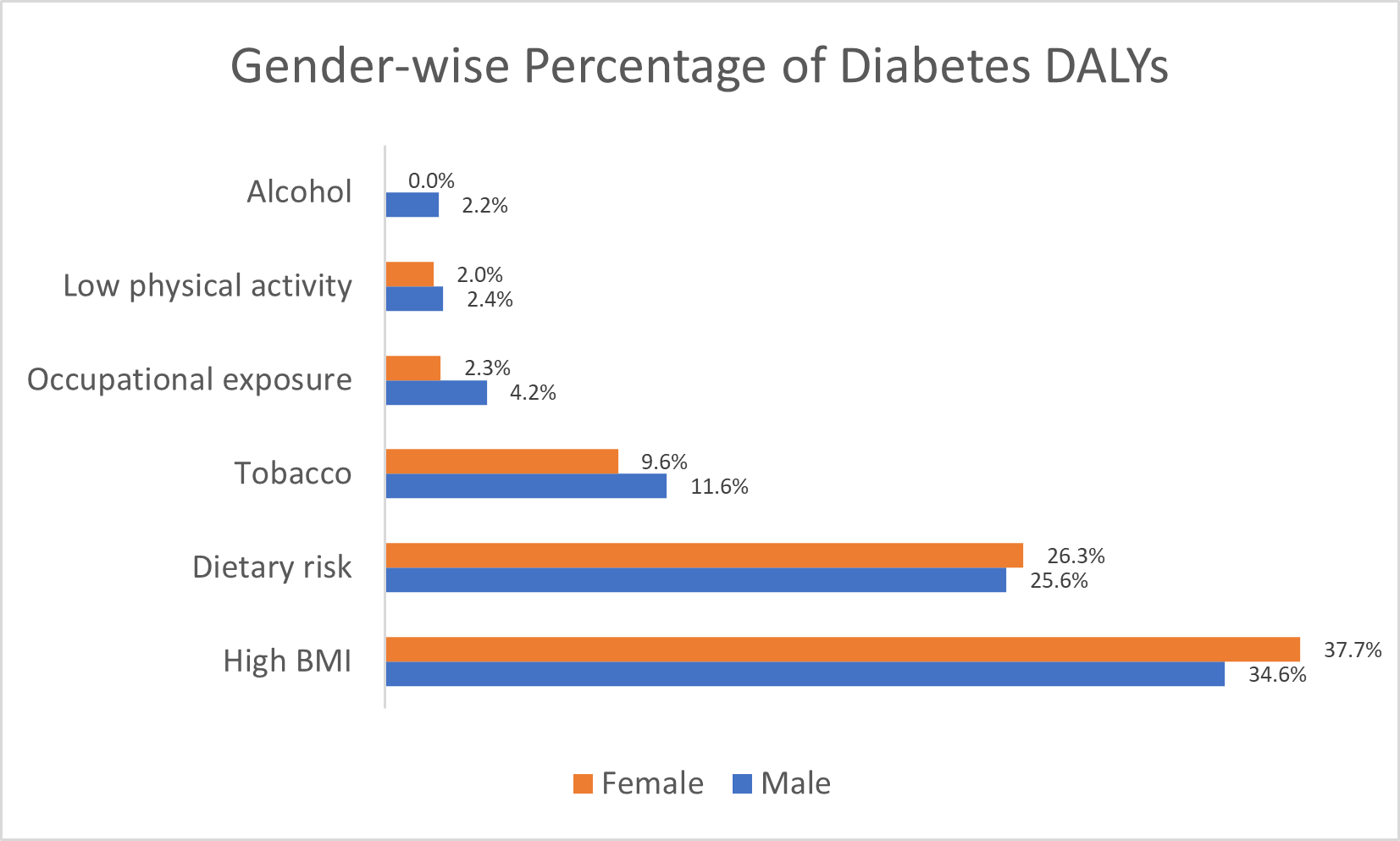
Factores de riesgo que contribuyen a los AVAD por diabetes en la India

Según la epidemiología un factor de riesgo es toda circunstancia o situación que aumenta las probabilidades de una persona de contraer una enfermedad o cualquier otro problema de salud. Los factores de riesgo implican que las personas afectadas por dicho factor de riesgo, presentan un riesgo sanitario mayor al de las personas sin este factor.
En el caso de los diferentes tipos de cáncer, cada uno tiene diferentes factores de riesgo. Por ejemplo, la exposición sin protección a los rayos solares es un factor de riesgo para el cáncer de piel, y el fumar es un factor de riesgo para el cáncer de pulmón, laringe, boca, faringe, esófago, riñones, vejiga urinaria y otros órganos.
Hay que diferenciar los factores de riesgo de los factores pronóstico, que son aquellos que predicen el curso de una enfermedad una vez que ya está presente. Existe también marcadores de riesgo que son características de la persona que no pueden modificarse (edad, sexo, estado socioeconómico, etc.). Hay factores de riesgo (edad, hipertensión arterial, etc.) que cuando aparece la enfermedad son a su vez factores pronóstico (mayor probabilidad de que se desarrolle un evento).
En epidemiología, los factores de riesgo son aquellas características y atributos (variables) que se presentan asociados diversamente con la enfermedad o el evento estudiado. Los factores de riesgo no son necesariamente las causas, solo sucede que están asociadas con el evento. Como constituyen una probabilidad medible, tienen valor predictivo y pueden usarse con ventajas tanto en prevención individual como en la comunidad.
El estudio epidemiológico que mejor identifica un factor de riesgo es un estudio prospectivo como el estudio de cohortes.
El término "factor de riesgo" fue utilizado por primera vez por el investigador de enfermedades cardiacas Thomas Dawber en un estudio publicado en 1961, donde atribuyó a la cardiopatía isquémica determinadas situaciones como son la presión arterial, el colesterol o el hábito tabáquico.

## Tipos de riesgo
El grado de asociación entre el factor de riesgo y la enfermedad, se cuantifica con determinados parámetros que son:
- Riesgo individual es la consecuencia entre la frecuencia de la enfermedad en los sujetos expuestos al probable factor causal y la frecuencia en los no expuestos.
- Riesgo relativo es la posibilidad que tiene un individuo o un grupo de población con unas características epidemiológicas de persona, lugar y tiempo definidas, de ser afectado por la enfermedad.
- Riesgo atribuible es parte del riesgo individual que puede ser relacionada exclusivamente con el factor estudiado y no con otros.
- Fracción etiológica del riesgo es la proporción del riesgo total de un grupo, que puede ser relacionada exclusivamente con el factor estudiado y del resto del mundo.

Se refiere a todos aquellos factores ambientales que dependen de las propiedades físicas de los cuerpos, tales como carga física, ruido, iluminación, radiación ionizante, radiación no ionizante, temperatura elevada y vibración, que actúan sobre los tejidos y órganos del cuerpo del trabajador y que pueden producir efectos nocivos, de acuerdo con la intensidad y tiempo de exposición de los mismos.

## Usos
- Identificar factores de riesgo en una población específica a través de estudios epidemiológicos.
- Identificar factores de riesgo en grupos específicos como mineros, enfermeros, etc.
- Es un determinante que puede ser modificado por alguna forma de intervención, con lo que puede disminuirse la probabilidad de la ocurrencia de una enfermedad u otro daño específico.

## Factores de riesgo en la Criminología
Sin embargo, en el ámbito criminológico, los factores de riesgo son variables que pueden afectar de manera negativa al correcto desarrollo de las personas, pudiendo derivar en conductas antisociales refiriéndose a la violación de las normas sociales y penales establecidas.
Estos factores pueden ser de tipo psicológico (ansiedad, impulsividad, locus de control externo...), social (escasa o nula red de apoyo, fácil acceso a sustancias tóxicas, exposición a conductas antisociales...) y familiar. También pueden darse factores más específicos, como el desempleo o el absentismo escolar.
Hay que diferenciar entre factores de riesgo y conductas de riesgo. Los factores de riesgo son las situaciones que pueden limitar el correcto desarrollo de la persona, mientras que las conductas de riesgo son los comportamientos humanos sobre los cuales recaen dichos factores de riesgo.